# Copestylum trifascium
Copestylum trifascium är en tvåvingeart som först beskrevs av Walker 1857.  Copestylum trifascium ingår i släktet Copestylum och familjen blomflugor. Inga underarter finns listade i Catalogue of Life.